# Cooking Light (Time Inc.)
Cooking Light (hrv. Kuhajte lagano ili Lagana kuhinja1) je američki kulinarski mjesečnik osnovan 1987. Svakoga mjeseca donosi 100 novih recepata iz "zdrave i lagane kuhinje", savjete o kuhanju i vježbe za fitness. Sjedište časopisa nalazi se u glavnom gradu američke savezne države Alabame Birminghamu. Časopis se nalazi u vlasništvu izdavačke kuće Time Inc.

## Glavni urednici
- Katherine M. Eakin (1987. – 1993.)
- Doug Crichton (1993. – 2001.)
- Mary Kay Culpepper (2001. – 2009.)
- Scott Mowbray[2] (2009. – na dužnosti)